# Samsung Galaxy Y
A Samsung Galaxy Y (GT-S5360) egy Androidos okostelefon, amelyet a Samsung 2011 augusztusában jelentett be.
A fő tulajdonság a 3G-s hálózat ami 7.2Mbit/s sebességű, és a Wi-Fi.

## Tulajdonságai
A Galaxy Y az Android 2.3.6 operációs rendszert tartalmazza a Samsung saját TouchWiz felhasználói felületével, és integrált közösségi appokat tartalmaz, köztük a Google Voice Search-el együtt. Emellett egy szabványos 3,5 mm-es 4 tűs audiocsatlakozóval rendelkezik. Az eszköz 832 MHz ARMv6 processzorral, 290 MB RAM-mal, és 190 MB belső tárhellyel rendelkezik, és MicroSD kártyán keresztül akár 32 GB tárhelyet is támogat.
A telefon egy 2 MP kamerával, egy 240x320 felbontású kijelzővel, egy multitouch felülettel az opcionális SWYPE virtuális billentyűzettel rendelkezik. A telefon hálózati kapcsolatokat ajánl fel mint a HSDPA 3G mobilinternetet 7.2 Mbit/s sebességgel, illetve egy WiFi kapcsolatot is felajánl. A Galaxy Y eredetileg Android 2.3.5 "Gingerbread"-on futott. Egy hivatalos frissítést az Android 2.3.6 "Gingerbread" rendszerre fellehetett telepíteni a Samsung Kies segítségével és az OTA (Over-the-air) segítségével. A Galaxy Y-re még nem hivatalos ROM-okat is fellehet tenni, mint pl. a CyanogenMod-ot (ez nem támogatott a Samsung által).
A CyanogenMod 7, 9, 11 (és egy 12.0-ra épülő 11.0 ROM) jól fog futni rajta, de mivel nem hivatalos, ezért lehetnek hibák.

### Processzor
A Galaxy Y egy 832 MHz ARMv6 processzor használ, egy Broadcom VideoCore IV-vel együtt (grafikus kártya).

### Memória / Tárhely
A Galaxy Y-nek egy 3 inch (76 mm) QVGA (240x320) kijelzője van.

### Kamera
Az eszköz hátulján egy 2-megapixel kamera van vaku nélkül ami videókat tud csinálni egy maximum QVGA felbontásban. A Samsung Galaxy Y-nek nincs előlapi kamerája, vagy egy második mikrofonja a zajok eltűntetéséhez.

## A Galaxy Y összes modellje
7 modell létezik: S5360L, S5360B (Brazília), S5360T, S5363, S5367, S5368, és S5369.
A különbségek az alapsávtól, színtől, tok kialakításától, márkajelzéstől függhetnek. Az S5360L modell (Latin America) támogatja a 850 és 1900 MHz UMTS alapsávot. Az S5363 a német O2 modell, szolgáltató-zárt eszköz. Az S5369 egy szolgáltató-zárt modell az Itáliai boltok számára.
Az S5367 hivatalos neve Galaxy Y TV, ami 2012 áprilisában jelent meg. A modell megkülönboztető, mivel egy TV-vevőkészülék van benne; tartalmaz egy 2 GB-os MicroSD kártyát, multitouch támogatást, és egy 3.15 MP kamerát.
Az S6102 (Brazil model: S6102B) a Galaxy Y Duos, a kettős SIM-kártyát támogató telefon. Az akkumulátor 1300 mAh. A RAM 384 Mb. A kamera felbontása 3,2 Mpxs. A főképernyő gombját 2 alkalommal csökkentették. A képernyő viszont 3,14" méretűre nőtt. Az S6102-t 2011. december 22-én mutatták be.